# Samotniczek
Samotniczek (Brucepattersonius) – rodzaj ssaków z podrodziny bawełniaków (Sigmodontinae) w obrębie rodziny chomikowatych (Cricetidae).

## Rozmieszczenie geograficzne
Rodzaj obejmuje gatunki występujące w Ameryce Południowej.

## Morfologia
Długość ciała (bez ogona) 89–128 mm, długość ogona 82–112 mm, długość ucha 15–19 mm, długość tylnej stopy 21–26 mm; masa ciała 20–45 g.

## Systematyka
Rodzaj zdefiniował w 1998 roku amerykański zoolog Philip Hershkovitz w raporcie dotyczącym niektórych bawełniaków zebranych w południowo-wschodniej Brazylii, wraz z opisami nowego rodzaju i sześciu nowych gatunków, opublikowanym w czasopiśmie Bonner Zoologische Beiträge. Gatunkiem typowym jest (oryginalne oznaczenie) samotniczek ryjówkowaty (B. soricinus). 

### Etymologia
Brucepattersonius: Bruce D. Patterson (ur. 1952), amerykański teriolog, kustosz w Muzeum Historii Naturalnej w Chicago.

### Podział systematyczny
Do rodzaju należą następujące gatunki:
| Grafika | Gatunek                          | Autor i rok opisu                                            | Nazwa zwyczajowa         | Podgatunki         | Rozmieszczenie geograficzne | Podstawowe wymiary                           | Status IUCN |
| ------- | -------------------------------- | ------------------------------------------------------------ | ------------------------ | ------------------ | --- | -------------------------------------------- | ----------- |
|         | Brucepattersonius nebulosus      | Abreu-Júnior, Vilela, Christoff, Valiati & Percequillo, 2019 |                          | gatunek monotypowy | endemit Brazylii (znany tylko z Serra de Bocaina, Serra de Órgãos i Serra da Mantiqueira)                                             | DC: 8,5–10,9 cm DO: 8,9–10,7 cm MC: 20–35 g  | NE          |
|         | Brucepattersonius griserufescens | Hershkovitz, 1998                                            | samotniczek szarobrzuchy | gatunek monotypowy | endemit Brazylii (wyższe wysokości w Caparaó, Serra da Mantiqueira i Cerra dos Órgãos); zakres wysokości: 1800–2400 m n.p.m.          | DC: 9+,3–10,9 cm DO: 9,7–11,2 cm MC: 20–27 g | DD          |
|         | Brucepattersonius soricinus      | Hershkovitz, 1998                                            | samotniczek ryjówkowaty  | gatunek monotypowy | endemit Brazylii (Mata Atlântica od Parany do południowego Rio de Janeiro); zakres wysokości: 0–2000 m n.p.m.                         | DC: 9,8–12,8 cm DO: 8,2–9,9 cm MC: 30–35 g   | DD          |
|         | Brucepattersonius iheringi       | (O. Thomas, 1896)                                            | samotniczek leśny        | gatunek monotypowy | południowa Brazylia (Santa Catarina i Rio Grande do Sul) i północno-wschodnia Argentyna (Misiones); zakres wysokości: 0–1000 m n.p.m. | DC: 8,9–11,3 cm DO: 8,3–10,7 cm MC: 40–45 g  | LC          |

Kategorie IUCN:  LC  – gatunek najmniejszej troski,  DD  – gatunki o nieokreślonym stopniu zagrożenia;  NE  – gatunki niepoddane jeszcze ocenie.